# Río Seco Florida
Der Río Seco Florida ist ein linker Zufluss des Río Grande im bolivianischen Teil des Amazonasbeckens.
Der Río Seco Florida entspringt in einer Höhe von 1400 m unterhalb des Cerro Chasbroso im Departamento Santa Cruz an der Grenze zwischen der Provinz Florida und der Provinz Cordillera.
In seinem Verlauf durchquert er das Municipio Cabezas in kompletter Breite von Nordwesten nach Südosten, passiert die Ortschaften Florida und Río Seco, und mündet in den Río Grande an der Grenze zum Municipio Municipio Charagua.
Einziger wichtiger Nebenfluss des Río Seco Florida ist der Río Piray, der von rechts aus südlicher Richtung in den Río Seco Florida mündet.